# Phytoliriomyza clara
Phytoliriomyza clara är en tvåvingeart som beskrevs av Axel Leonard Melander 1913. Phytoliriomyza clara ingår i släktet Phytoliriomyza och familjen minerarflugor. Inga underarter finns listade i Catalogue of Life.